# Líbia a 2013-as úszó-világbajnokságon
Líbia két úszóval vett részt a 2013-as úszó-világbajnokságon, akik három versenyszámban indultak.

## Úszás
Férfi
| Versenyző        | Verseny                   | Selejtező | Selejtező | Elődöntő          | Elődöntő          | Döntő             | Döntő             |
| Versenyző        | Verseny                   | Idő       | Helyezés  | Idő               | Helyezés          | Idő               | Helyezés          |
| ---------------- | ------------------------- | --------- | --------- | ----------------- | ----------------- | ----------------- | ----------------- |
| Ahmad Attellesey | 50 méteres gyorsúszás     | 24.45     | 60.       | Nem jutott tovább | Nem jutott tovább | Nem jutott tovább | Nem jutott tovább |
| Sofyan El Gidi   | 50 méteres pillangóúszás  | 26.08     | 53.       | Nem jutott tovább | Nem jutott tovább | Nem jutott tovább | Nem jutott tovább |
| Sofyan El Gidi   | 100 méteres pillangóúszás | 57.79     | 50.       | Nem jutott tovább | Nem jutott tovább | Nem jutott tovább | Nem jutott tovább |